# Industriøkonomi
Industriøkonomi er en underdisciplin indenfor mikroøkonomi. Feltet undersøger virksomheders og markeders struktur og grænseområderne mellem dem. På engelsk betegnes disciplinen industrial organization, som mere direkte omtrent kan oversættes som ”organisering af brancher”. Den gængse danske betegnelse industriøkonomi er dermed egentlig lidt misvisende - feltet beskæftiger sig ikke specielt med fremstillingserhvervet industri.
Industriøkonomi beskæftiger sig især med markeder, hvor der er ufuldkommen konkurrence. Det er dermed typisk situationer, hvor forhold som transaktionsomkostninger, begrænset information og adgangsbarrierer til markederne for nye virksomheder skaber en mere kompliceret situation og dermed afviger fra det mere simple tilfælde med fuldkommen konkurrence.
Den omfattende brug af spilteori indenfor industriøkonomi har medført, at dette redskab efterhånden også i stigende grad anvendes indenfor andre mikroøkonomiske underdiscipliner som adfærdsøkonomi og finansiering. Industriøkonomi har også haft væsentlig praktisk betydning for udformningen af konkurrencelovgivning og –politik.

## Tre tilgange til emnet
Der er flere forskellige tilgange til emnet. Én tilgang er empirisk-deskriptiv og forsøger at skabe et overblik over virksomhedernes mest udbredte organiseringsformer via mål for konkurrence, koncentrationen af virksomheder og monopolmagt som Herfindahl-indeks og Lerner-indeks. En anden tilgang anvender mikroøkonomiske metoder til at forklare virksomheders interne adfærd og markedsstrategier. En tredje tilgang er orienteret mod erhvervs- og konkurrencepolitik og spørgsmål om den rette regulering af erhvervslivet. Det gælder spørgsmål som antimonopollovgivning og mere generelt retsøkonomiske problemstillinger som lovgivning anvendt som økonomisk styringsinstrument til at sikre ejendomsrettigheder og sikre overholdelsen af kontrakter.

## Kendte industriøkonomer
Ifølge bogen Pioneers of Industrial Organization fra 2009 kan disciplinen følge sin oprindelse tilbage til Adam Smith. Den amerikanske økonom Edward Chamberlin har været en vigtig pioner i udviklingen af feltet, især via sine analyser af monopolistisk konkurrence. Andre betydende industriøkonomer er Nobelpristagerne Oliver Williamson og Jean Tirole. Tirole har også skrevet en vidt udbredt lærebog om emnet, der bl.a. har været brugt i en årrække i undervisningen i industriøkonomi på danske universiteter. Blandt danske økonomer er bl.a. professor Christian Schultz, formand for Konkurrencerådet, kendt som forsker indenfor feltet.
I industriøkonomi analyseres problemstillinger som prisdiskriminering, produktdifferentiering, varige goder, brugtmarkeder, samarbejde mellem virksomheder, markedssignaler som reklame og garantipolitik samt virksomheders tankegang i forbindelse med indtræden på og udtræden af et marked.

## Underområder
En måde at systematisere omfanget af økonomiske emner og underområder er at anvende det førende amerikanske tidsskrift Journal of Economic Literature’s klassificering. I dette er industriøkonomi ét af 20 primære områder (anført med kendingsbogstavet L), der igen er opdelt i 9 sekundære kategorier, der hver har adskillige tertiære kategorier tilknyttet.
De sekundære kategorier er som følger:
- L1: Markedsstruktur, virksomheders strategier og markedsperformance
- L2: Virksomheders mål, organisering og adfærd
- L3: Non-profitorganisationer og offentlige virksomheder
- L4: Antimonopollovgivning og problemstillinger
- L5: Regulering og erhvervspolitik
- L6: Branchestudier: Industri
- L7: Branchestudier: Primære produkter og byggeri
- L8: Branchestudier: Servicesektoren
- L9: Branchestudier: Transport og forsyning